# Championnats d'Europe d'haltérophilie 1985
Navigation
Édition précédente Édition suivante
Les championnats d'Europe d'haltérophilie 1985, soixante-quatrième édition des championnats d'Europe d'haltérophilie, ont eu lieu en 1985 à Katowice, en Pologne.